# Samuel Williams
Samuel Williams (Worcester, 18 maart 1994) is een Engels voormalig wielrenner.

## Carrière
In 2014 reed Williams met een gemiddelde snelheid van 43,101 kilometer per uur naar een achtste plaats in het door Scott Davies gewonnen Brits kampioenschap tijdrijden voor beloften.
In 2015 nam Williams deel aan de Ronde van Midden-Nederland, waar hij met zijn ploeggenoten tweede werd in de ploegentijdrit rond Leersum.

## Ploegen
- 2014 –  NFTO
- 2015 –  ONE Pro Cycling
- 2016 –  ONE Pro Cycling

Appleby · Bevis · Blythe · D. Downing · R. Downing · Harrison · Hunt · Lewis · Lowsley-Williams · Mansell · McCallum · Mould · Rowe · Williams · Wilson · Wood
Atkins · Barker · Baylis · Bellis · Białobłocki · Gardias · Harper · Hester · Hunt · Mould · Opie · P.Williams · S.Williams
Barker · Baylis · Białobłocki · Domagalski · Ebsen · Goss · Handley · Harper · House · Hunt · Lander · McCormick · Mortensen · O'Shea · Opie · Oram · Smith · Von Hoff · P.Williams · S.Williams